# Cladonia fissidens
Cladonia fissidens är en lavart som beskrevs av Ahti & Marcelli. Cladonia fissidens ingår i släktet Cladonia och familjen Cladoniaceae.   Inga underarter finns listade i Catalogue of Life.